# Lars Gudat
Lars Gudat (* 4. Juli 1989 in Hemer) ist ein deutscher Handballspieler, der zwischen 2007 und 2019 bei der ASV Hamm-Westfalen in der 2. Handball-Bundesliga spielte.

## Karriere
Lars Gudat gehörte seit seinem sechsten Lebensjahr zunächst zu den Nachwuchsmannschaften des HTV Sundwig-Westig in Hemer und später zu denen der HSG Menden-Lendringsen. Nach einem Auftritt beim Sauerland-Cup nahm ihn die Jugendabteilung des SC Magdeburg unter Vertrag, mit der er 2006 die Deutsche B-Jugend- und die Schülermeisterschaft gewann. Ein Jahr später wurde der als Elektroniker Auszubildender mit der A-Jugend-Mannschaft Vizemeister.
2007 wechselte er zum ASV Hamm, der damals in der zweiten Bundesliga spielte. Als Rechtsaußen hatte er in seiner ersten Spielzeit kaum Einsätze, kam ein Jahr später allerdings häufiger zum Einsatz. Durch eine Verletzung von Dirk Hartmann übernahm er in der Saison 2009/10 erstmals einen Stammplatz. Nach dem Aufstieg der ASV in die Handball-Bundesliga und der gleichzeitigen Auslagerung des Spielbetriebs in die HSG Ahlen-Hamm im Jahr 2010 verlängerte er seinen Vertrag um weitere zwei Jahre bis 2012. Nach dem Abstieg und der Auflösung der Spielvereinigung im Jahr 2011 gehört er dem Zweitligakader des ASV Hamm-Westfalen an. Seit der Saison 2019/20 läuft er für die 2. Mannschaft vom ASV Hamm-Westfalen auf.